# Parirazona
Parirazona is een geslacht van vlinders van de familie bladrollers (Tortricidae).

## Soorten
- P. brusqueana Razowski & Becker, 1993
- P. lagoana Razowski & Becker, 1993
- P. penthinana (Razowski, 1967)
- P. serena (Gates Clarke, 1968)
- P. sobrina Razowski & Becker, 1993